# Louis Bovée
Louis Bovée (Stampersgat, 11 november 1950 - Breda, 20 juni 2024) was een Nederlandse (sport)journalist en auteur.
Na vijf jaar onderwijzer aan een basisschool te zijn geweest, trad hij in 1978 als sportverslaggever in dienst van het Brabants Nieuwsblad, het huidige BN DeStem. Daarna stapte hij over naar het Algemeen Dagblad waar hij op de redactie binnenland werkte. Tussen 1981 en 2012 was hij chef-sport van het magazine Aktueel. Toen uitgeverij Audax in 2012 stopte met Aktueel werd hij freelance journalist. Bovée was actief voor onder meer het weekblad MAX Magazine en Wieler Revue.
In 2007 kwam zijn boek over de populaire volkszanger Frans Bauer op de markt. Zes jaar later verschenen Heeft u een foto meneer? en In het geel. En in de herfst van 2015: Meesters van de modder. Over de 50 beste veldrijders ooit. In maart 2018 publiceerde hij het wielerboek De Massasprint. Bovée overleed op 20 juni 2024.
- Gemeinsame Normdatei: 1078871361
- International Standard Name Identifier: 0000 0000 4686 9490
- Library of Congress Control Number: no2008085825
- Nederlandse Thesaurus van Auteursnamen: 302073132
- Virtual International Authority File: 53961530
- WorldCat: E39PBJgmHfvHVdmrqMH69GPhHC